# Claus M. Lohman
Claus Michael Segalt Lohman (født 19. august 1971) er en dansk forfatter, der skriver krimier om forfulgte folkeslag, bl.a. amish, mennonitter, kvækere, aboriginere, maorier og inuitter. Under overfladen har flere gange ligget på de danske bestsellerlister, bl.a. hos lufthavnsboghandleren W H Smith.[kilde mangler] Udkom i 2020 med krimien Ukendt land, der omhandler pandemiske virusudbrud og aboriginere. Bogen er på dr.dk udnævnt som essentiel dansk krimi . Usikker grund (2021) behandler emner som creutzfeldt jacob sygdom, inuitter og pandemier. Har indledt foredragssamarbejde med lydbogsindlæser Torben Sekov. Efter skælvet er indlæst af Githa Lehrmann og skrevet i samarbejde med hustruen Heidi Lohman. Deltager på Krimimessen i Horsens og er medlem af Dansk Forfatterforening.
Lohman er også efterskolelærer.

## Udvalgte bøger
- Genstart (2013) Forlaget Proportion
- Genspejl (2015) Forlaget Proportion
- Genkald (2016) Forlaget Proportion
- Under overfladen (2018) Forlaget Superlux
- Ukendt land (2020) Forlaget Superlux
- Usikker grund (2021) Forlaget Superlux
- Efter skælvet (2023) Forlaget Superlux